# Apatura chattendeni
Apatura chattendeni är en fjärilsart som beskrevs av Heslop och Stockley 1961. Apatura chattendeni ingår i släktet Apatura och familjen praktfjärilar. Inga underarter finns listade i Catalogue of Life.